# Craig Seuseu
Craig John Seuseu (Dunedin, 23 september 1971) is een voormalig beachvolleyballer uit Nieuw-Zeeland. Met Lefu Leaupepe werd hij in 2000 de eerste Aziatisch kampioen in deze discipline.

## Carrière
Seuseu debuteerde in 1994 met Owen Ranfurly in de FIVB World Tour bij het Open-toernooi van Enoshima. Het daaropvolgende seizoen deed het tweetal aan zeven mondiale toernooien mee waarbij ze tot twee zeventiende plaatsen kwamen in Marseille en Enoshima. Van 1996 tot en met 2000 vormde hij vervolgens een team met Thomas Eade. Het eerste jaar namen ze deel aan het toernooi van Hermosa Beach en het seizoen daarop waren ze actief op zes toernooien in de internationale competitie met een negende plaats in Oostende als beste prestatie. In 1998 deden Seuseu en Eade mee aan elf FIVB-toernooien en behaalden ze met een zevende plaats in Moskou hun beste resultaat op mondiaal niveau. Het jaar daarop kwam het duo bij twaalf reguliere toernooien niet verder dan drie zeventiende plaatsen. Daarnaast namen ze deel aan de wereldkampioenschappen in Marseille; de eerste wedstrijd werd verloren van de Canadezen John Child en Mark Heese waarna ze in de herkansing werden uitgeschakeld door Andreas Scheuerpflug en Oliver Oetke uit Duitsland. In 2000 deed het tweetal aan dertien toernooien in de World Tour mee waarbij ze driemaal als zeventiende eindigden. In Oostende speelde Seuseu zijn laatste wedstrijd in de mondiale competitie. Met Lefu Leaupepe won hij datzelfde jaar nog wel de titel bij de eerste Aziatische kampioenschappen in Yangjiang ten koste van de Indonesiërs Irilkhum Sofana en Markoji. Hij bleef tot 2008 volleyballen in de Nieuw-Zeelandse competitie. Na afloop van zijn spelerscarrière ging Seuseu aan de slag als trainer. Hij trainde onder meer zijn landgenoten Kirk Pitman en Jason Lochhead, het Duitse duo Sara Goller en Laura Ludwig en de Nieuw-Zeelandse broers Ben en Sam O'Dea.

## Palmares
- 2000:  AK